# شهرک صنعتی مشهد
شهرک صنعتی مشهد روستایی در دهستان تبادکان بخش مرکزی شهرستان مشهد استان خراسان رضوی ایران است.

## جمعیت
بر پایه سرشماری عمومی نفوس و مسکن در سال ۱۳۹۵ جمعیت این روستا ۲۵۹ نفر (۷۲خانوار) بوده‌است.